# Pliocardia donacia
Pliocardia donacia is een tweekleppigensoort uit de familie van de Vesicomyidae. De wetenschappelijke naam van de soort is voor het eerst geldig gepubliceerd in 1908 door Dall.